# Greet Minnen
Greetje Minnen (Turnhout, 14 de agosto de 1997) es una tenista belga.
Minnen hizo su debut en el cuadro principal de la WTA en dobles, en el BGL Luxembourg Open 2018 junto a su exnovia Alison Van Uytvanck. Ganaron el título, derrotando a Vera Lapko y Mandy Minella en la final, 7–6(3), 6–2.

## Títulos WTA (2; 0+2)

### Dobles (2)
| Leyenda                                |
| Grand Slam (0)                         |
| WTA Tour Championships (0)             |
| P. Mandatory & Premier 5, WTA 1000 (0) |
| Premier, WTA 500 (0)                   |
| International, WTA 250 (2)             |

| N.º | Fecha                    | Torneos    | Superficie | Pareja              | Oponentes en la final               | Resultado   |
| --- | ------------------------ | ---------- | ---------- | ------------------- | ----------------------------------- | ----------- |
| 1.  | 20 de octubre de 2018    | Luxemburgo | Dura (i)   | Alison Van Uytvanck | Vera Lapko Mandy Minella            | 7-6(3), 6-2 |
| 2.  | 18 de septiembre de 2021 | Luxemburgo | Dura (i)   | Alison Van Uytvanck | Erin Routliffe Kimberley Zimmermann | 6-3, 6-3    |

#### Finalista (2)
| N.º | Fecha              | Torneos  | Superficie    | Pareja              | Oponentes en la final              | Resultado |
| --- | ------------------ | -------- | ------------- | ------------------- | ---------------------------------- | --------- |
| 1.  | 21 de mayo de 2021 | Belgrado | Tierra batida | Alison Van Uytvanck | Aleksandra Krunić Nina Stojanović  | 0-6, 2-6  |
| 2.  | 7 de enero de 2024 | Brisbane | Dura          | Heather Watson      | Lyudmyla Kichenok Jeļena Ostapenko | 5-7, 2-6  |

## Títulos WTA 125s

### Individuales (0–1)
| Resultado | Fecha             | Torneo     | Superficie    | Oponente        | Puntaje  |
| --------- | ----------------- | ---------- | ------------- | --------------- | -------- |
| Finalista | 7 de mayo de 2023 | Saint-Malo | Tierra batida | Sloane Stephens | 3-6, 4-6 |

### Dobles (2–0)
| Resultado | Fecha                   | Torneos    | Superficie    | Pareja            | Oponentes                       | Resultado        |
| --------- | ----------------------- | ---------- | ------------- | ----------------- | ------------------------------- | ---------------- |
| Campeona  | 12 de diciembre de 2021 | Angers     | Dura (i)      | Tereza Mihalíková | Monica Niculescu Vera Zvonareva | 4–6, 6–1, [10–8] |
| Campeona  | 6 de mayo de 2023       | Saint-Malo | Tierra batida | Bibiane Schoofs   | Ulrikke Eikeri Eri Hozumi       | 7–6(7), 7–6(3)   |

## Títulos ITF

### Individual: 8
| Legend              |
| ------------------- |
| Torneos de $100,000 |
| Torneos de $80,000  |
| Torneos de $60,000  |
| Torneos de $25,000  |
| Torneos de $15,000  |

| No | Date                    | Tournament              | Surface       | Opponent in the final | Score          |
| 1. | 7 de septiembre de 2015 | Pétange, Luxemburgo     | Dura (i)      | Michaela Hončová      | 6–0, 3–6, 6–3  |
| 2. | 18 de octubre de 2015   | Antalya, Turquía        | Dura          | Daiana Negreanu       | 6–3, 3–0, ret. |
| 3. | 3 de julio de 2016      | Sharm El Sheikh, Egipto | Dura          | Ioana Pietroiu        | 7–6(7–2), 6–2  |
| 4. | 10 de marzo de 2018     | Solarino, Italia        | Carpet        | Quinn Gleason         | 2–6, 6–2, 6–4  |
| 5. | 27 de mayo de 2018      | Antalya, Egipto         | Tierra batida | Julia Stamatova       | 6–0, 6–1       |
| 6. | 19 de agosto de 2018    | Oldenzaal, Holanda      | Tierra batida | Arianne Hartono       | 6–2, 6–2       |
| 7. | 9 de septiembre de 2018 | Santarém, Portugal      | Dura          | Samantha Murray       | 7–5, 6–3       |
| 8. | 5 de marzo de 2019      | Yokohama, Japón         | Dura          | Elena-Gabriela Ruse   | 6-4 6-1        |